# Partido judicial de Soria

El partido judicial de Soria es uno de los cinco partidos judiciales tradicionales, que al reducirse a tres coincide con varias comarcas de la provincia de Soria en la comunidad autónoma  de Castilla y León (España).

## Demarcación y Planta
En la actualidad se denomina partido judicial de Soria, Tercer partido de la provincia de Soria, y está formado por los siguientes 102 municipios:

## Comarca de Pinares
Comprende parte de la Comarca de Pinares, concretamente 10 de sus 17 municipios:
| - Abejar - Cabrejas del Pinar - Covaleda | - Duruelo de la Sierra - Molinos de Duero | - Montenegro de Cameros - Muriel Viejo | - Navaleno - Salduero - Vinuesa |

## Comarca de El Valle y La Vega Cintora
Incluye la totalidad de la Comarca de El Valle y La Vega Cintora, sus 6 municipios:
| - El Royo - Rebollar - Rollamienta - Sotillo del Rincón - Valdeavellano de Tera - Villar del Ala |

## Comarca de Almarza
Comprende la totalidad de la Comarca de Almarza, son los siguientes 16 municipios:
| - Aldealices - Aldealseñor - Almajano - Almarza | - Arévalo de la Sierra - Ausejo de la Sierra - Buitrago - Carrascosa de la Sierra | - Castilfrío de la Sierra - Cirujales del Río - Estepa de San Juan - Fuentelsaz de Soria | - La Losilla - La Póveda de Soria - Los Villares de Soria - Narros |

## Comarca de Tierras Altas
Incluye la totalidad de la Comarca de Tierras Altas, sus 14 municipios:
| - Las Aldehuelas - Cerbón - Cigudosa - Fuentes de Magaña | - Magaña - Oncala - San Pedro Manrique | - Santa Cruz de Yanguas - Suellacabras - Valdeprado | - Valtajeros - Villar del Río - Vizmanos - Yanguas |

## Comarca de Frentes
Comprende la totalidad de la Comarca de Frentes, también llamada Comarca de Soria, son los siguientes 15 municipios:
| - Alconaba - Aldealpozo - Aldehuela de Periáñez - Arancón | - Cidones - Fuentecantos - Garray - Golmayo | - Pozalmuro - Renieblas - Soria - Valdegeña | - Velilla de la Sierra - Villaciervos - Villar del Campo |

## Comarca de Campo de Gómara
Incluye la totalidad de la Comarca de Campo de Gómara, sus 22 municipios:
| - Aldealafuente - Aliud - Almazul - Almenar de Soria - Bliecos - Buberos | - Cabrejas del Campo - Candilichera - Carabantes - Cihuela - Ciria | - Deza - Gómara - Hinojosa del Campo - Pinilla del Campo - Portillo de Soria | - Quiñonería - Reznos - Tajahuerce - Tejado - Torrubia de Soria - Villaseca de Arciel |

## Comarca del Moncayo
Comprende la totalidad de la comarca del Moncayo, son los 14 siguientes municipios:
| - Ágreda - Beratón - Borobia - Castilruiz | - Cueva de Ágreda - Dévanos - Fuentestrún | - Matalebreras - Noviercas - Ólvega | - San Felices - Trévago - Valdelagua del Cerro - Vozmediano |

## Comarca de Almazán
Incluye una pequeña parte de la Comarca de Almazán, concretamente 4 de sus 26 municipios:
| - Cubo de la Solana - Los Rábanos - Quintana Redonda - Tardelcuende |

## Comarca de El Burgo de Osma
Comprende un solo municipio de las Tierras del Burgo:
| - Calatañazor |